# معهد ماكس بلانك للسيبرنيطيقا الحيوية

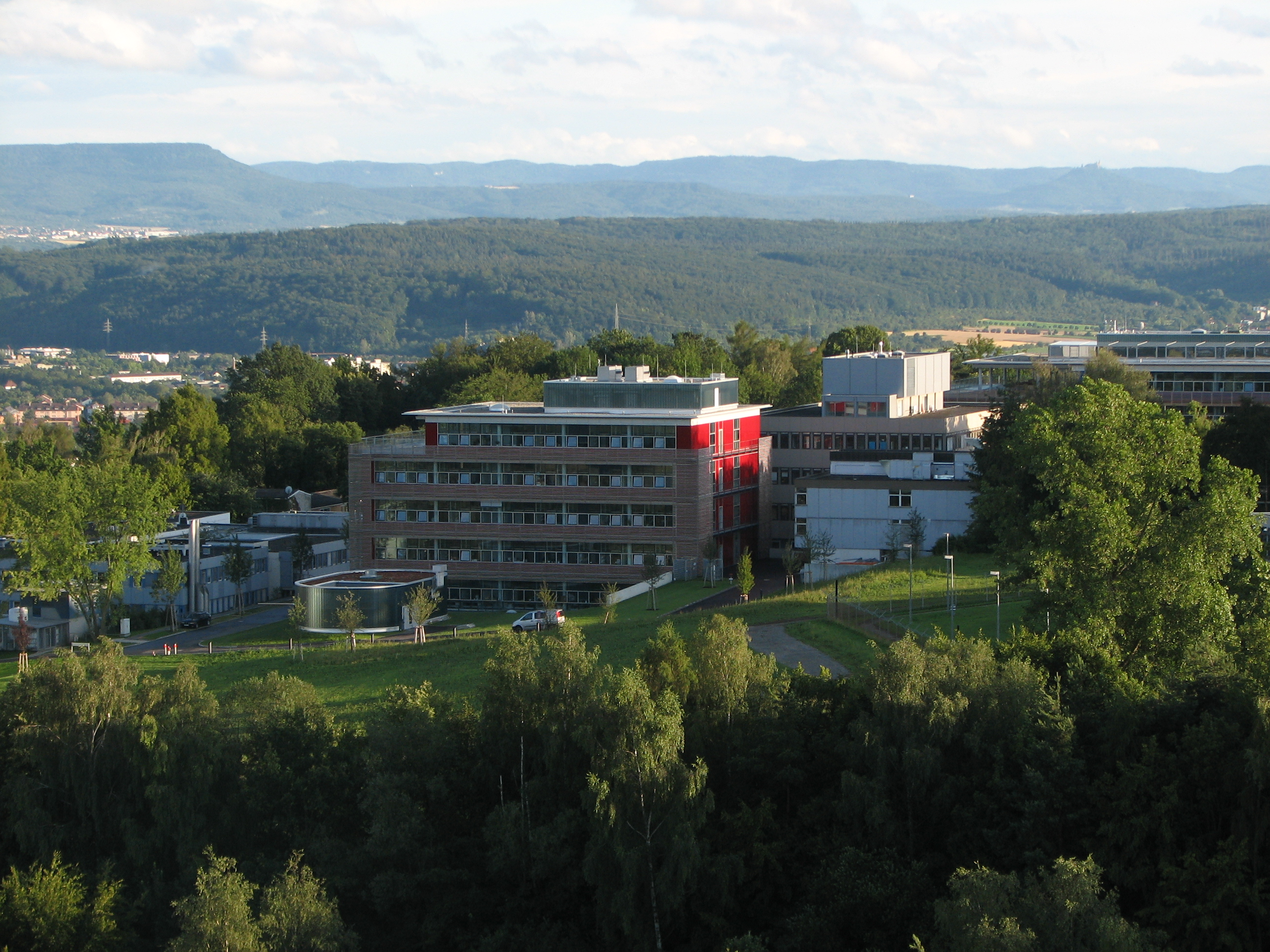

معهد ماكس بلانك للسيبرنيطيقا الحيوية (بالألمانية: Max-Planck-Institut für biologische Kybernetik) هو معهد بحثي مقره مدينة توبينغن بولاية بادن-فورتمبيرغ الألمانية، وهو واحد من المعاهد المكوِّنة لجمعية ماكس بلانك، والتي يزيد عددها على الثمانين.
يختص المعهد بدراسة معالجة الإشارات والمعلومات في المخ سعيًا لتحديد الإشارات والعمليات التي يتكوّن منها إدراكنا المترابط للعالم الخارجي، وذلك من خلال ثلاثة أقسام وسبع مجموعات بحثية، وباستخدام منهجيات وطرائق مختلفة.

## وصلات خارجية
- الموقع الرسمي للمعهد (بالألمانية)

```
(بالإنجليزية)
```